# Комори на Летњим олимпијским играма 2016.
Комори су учествовали на Олимпијским играма 2016. одржаним у Рио де Женеиру Бразил од 5. до 21. августа 2016.  Ово је било шесто учешће Комора на олимпијским играмма.
Учествовали су са четворо спортиста (два мушкарца и две жене), који су се такмичили у два спорта атлетици и пливању.
На церемонији свечаног отварања Игара заставу је носила је пливачица Назлати Мухамед Андхумдин. 
Комори су остали у групи земаља које закључно са овим играма нису освајале олимпијске медаље.

## Учесници по дисциплинама
| Спорт     | Мушкарци | Жене | Укупно |
| --------- | -------- | ---- | ------ |
| Атлетика  | 1        | 1    | 2      |
| Пливање   | 1        | 1    | 2      |
| Укупно(2) | 2        | 2    | 4      |

## Резултати

### Атлетика
Комори су добили позив ИААФ да учествују на ЛОИ са двоје пливача.

#### Мушкарци
| Атлетичар     | Дисциплина    | Лични рекорд | Квалификације | Квалификације | Полуфинале       | Полуфинале       | Финале           | Финале       | Детаљи |
| Атлетичар     | Дисциплина    | Лични рекорд | Резултат      | Место         | Резултат         | Место            | Резултат         | Место        | Детаљи |
| ------------- | ------------- | ------------ | ------------- | ------------- | ---------------- | ---------------- | ---------------- | ------------ | ------ |
| Маулида Даруш | 400 м препоне | 51,93 НР     | 52,32         | 8. у гр. 4    | Није се пласирао | Није се пласирао | Није се пласирао | 45. /46 (47) |        |

#### Жене
| Атлетичарка  | Дисциплина | Лични рекорд | Квалификације | Квалификације | Четвртфинале      | Четвртфинале      | Полуфинале        | Полуфинале        | Финале            | Финале  | Детаљи |
| Атлетичарка  | Дисциплина | Лични рекорд | Резултат      | Пласман       | Резултат          | Пласман           | Резултат          | Пласман           | Резултат          | Пласман | Детаљи |
| ------------ | ---------- | ------------ | ------------- | ------------- | ----------------- | ----------------- | ----------------- | ----------------- | ----------------- | ------- | ------ |
| Деника Касим | 100 м жене | 12,44        | 12,53         | 5. у гр. 2    | Није се пласирала | Није се пласирала | Није се пласирала | Није се пласирала | Није се пласирала | 76./ 87 |        |

### Пливање
Комори су добили позив ФИНА да учествују на ЛОИ са двоје пливача.

#### Мушкарци
| Пливач          | Дисциплина    | Група | Група      | Полуфинале        | Полуфинале        | Финале            | Финале  | Детаљи                                    |
| Пливач          | Дисциплина    | Време | Пласман    | Време             | Пласман           | Време             | Пласман | Детаљи                                    |
| --------------- | ------------- | ----- | ---------- | ----------------- | ----------------- | ----------------- | ------- | ----------------------------------------- |
| Соилихи Атумане | 50 м слободно | 27,31 | 5 у гр. 3. | Није се пласирала | Није се пласирала | Није се пласирала | 76 / 85 | Архивирано на веб-сајту (26. август 2016) |

#### Жене
| Пливачица                 | Дисциплина    | Група | Група       | Полуфинале        | Полуфинале        | Финале            | Финале       | Детаљи                                       |
| Пливачица                 | Дисциплина    | Време | Пласман     | Време             | Пласман           | Време             | Пласман      | Детаљи                                       |
| ------------------------- | ------------- | ----- | ----------- | ----------------- | ----------------- | ----------------- | ------------ | -------------------------------------------- |
| Назлати Мухамед Андхумдин | 50 м слободно | 37,66 | 7. у гр. 2. | Није се пласирала | Није се пласирала | Није се пласирала | 86 / 88 (91) | Архивирано на веб-сајту (22. септембар 2016) |